# Rossau, Mittelsachsen
Rossau là một đô thị trong huyện Mittelsachsen, bang tự do Sachsen, nước Đức. Đô thị Rossau, Mittelsachsen có diện tích 53,29 km², dân số thời điểm ngày 31 tháng 12 năm 2005 là 3852 người.